# シル・サフェーティ・ペルージャ
シル・サフェーティ・ペルージャ（Sir Safety Perugia）は、イタリア・ペルージャを本拠地とする男子バレーボールクラブチーム。通称はペルージャ。

## 名称
スポンサー名込みの総称および通称
- 2010-2015年 Sir Safety Perugia（ペルージャ）

## 歴史
2001年、バスティーア・ウンブラでシル・バレー（Sir Volley）が創設され、セリエCから参加。セリエB2からB1へ昇格した2005年に、シル・サフェーティ（Sir Safety）へ改称。セリエA2へ昇格した2010年に本拠地をペルージャへ移転、パラエヴァンジェリスティをホームアリーナとし、最終的にシル・サフェーティ・ウンブリア・バレー（Sir Safety Umbria Volley）となる。
2010-2011年のレギュラーシーズンは13位に終わり、プレイアウトによりA2に残留。2011-2012年にセリエA2レギュラーシーズンを制し、2012年にセリエA1に昇格した。2014年、A1昇格2年目でコッパ・イタリア準優勝、レギュラーシーズン3位でプレーオフへ進出し、準優勝を果たした。
2016-17シーズンからイバン・ザイツェフの加入によりチームは2024年現在まで続く黄金期に入っていく。2018年にセリエAを初優勝すると、以降コッパ・イタリア通算3度、スーペルコッパ・イタリアーナは2017年から数えて通算5度の優勝。2024年はセリエAとコッパ・イタリアの2冠を達成する。2024-25シーズンより、石川祐希の加入が発表される。2025年5月18日、CEVチャンピオンズリーグの決勝戦で勝利し、クラブ史上初の欧州チャンピオンとなった。

## 主な成績
セリエA
- 優勝(2回)：2018年、2024年
- 準優勝(5回)：2014年、2016年、2019年、2021年、2022年

 コッパ・イタリア
- 優勝(4回)：2018年、2019年、2022年、2024年
- 準優勝(3回)：2014年、2020年、2021年

 スーペルコッパ・イタリアーナ
- 優勝(5回)：2017年、2019年、2020年、2022年、2023年
- 準優勝(1回)：2016年

 CEVチャンピオンズリーグ
- 優勝(1回)：2025年
- 準優勝(1回)：2017年
- 3位(5回)：2018年、2019年、2021年、2022年、2023年

バレーボール男子世界クラブ選手権
- 優勝(2回)：2022年、2023年

## 所属選手
2024-25シーズン
| 背番号 | 名前                         | 生年月日               | ポジション |
| ------ | ---------------------------- | ---------------------- | ---------- |
| 1      | アレッサンドロ・ピッチネッリ | 1997年1月30日（28歳）  | L          |
| 2      | ダビデ・カンデラーロ         | 1989年6月7日（35歳）   | MB         |
| 3      | フランチェスコ・ゾッペラーリ | 1997年5月27日（27歳）  | S          |
| 5      | ニコラ・チャンチョッタ       | 2001年4月8日（24歳）   | OH         |
| 6      | シモーネ・ジャネッリ(C)      | 1996年8月9日（28歳）   | S          |
| 7      | ヘスス・エレーラ             | 1995年4月4日（30歳）   | OP         |
| 8      | アグスティン・ロセル         | 1997年10月12日（27歳） | S          |
| 10     | ワシム・ベン・タラ           | 1996年8月3日（28歳）   | OP         |
| 11     | セバスティアン・ゾーレ       | 1991年6月12日（33歳）  | MB         |
| 13     | マッシモ・コラチ             | 1985年2月21日（40歳）  | L          |
| 14     | 石川祐希                     | 1995年12月11日（29歳） | OH         |
| 16     | カミル・セメニュク           | 1996年7月16日（28歳）  | OH         |
| 17     | オーレ・プロトニツキー       | 1997年6月5日（27歳）   | OH         |
| 18     | ロベルト・ルッソ             | 1997年2月23日（28歳）  | MB         |

## 歴代監督
- スロボダン・コバチ (2011-14年／2016-17年)
- ニコラ・グルビッチ (2014-15年／2021-22年)
- ダニエル・カステラーニ (2015-16年)
- ロレンツォ・ベルナルディ (2017-19年)
- ヴァイタル・ヘイネン（英語版）(2019-21年)
- アンドレア・アナスタージ (2022-23年)
- アンジェロ・ロレンツェッティ（英語版、イタリア語版） (2023年-現在)

## 歴代所属選手
- アンドレア・ジョーヴィ（英語版、イタリア語版） (2012-16)
- シモーネ・ブティ（英語版、イタリア語版） (2013-17)
- ガブリエレ・マルオッティ（英語版、イタリア語版） (2014-15)
- アンドレア・バーリ（英語版） (2016-17)
- イバン・ザイツェフ (2016-18)
- ドラガン・トラヴィツァ (2020-22)
- オズワルド・エルナンデス(2004-06)
- ゴラン・ブエビッチ(2011-15)
- ネマニャ・ペトリッチ（英語版） (2011-14)
- ミハイロ・ミティッチ（英語版） (2013-14)
- アレクサンダル・アタナシエビッチ (2013-21)
- マルコ・ポドラシュチャニン (2016-20)
- トーマス・エドガー (2012-13)
- クリスティアン・フロム (2014-16)
- デニス・カリベルダ（英語版） (2015-16)
- ガブリエル・ガードナー (2011)
- アーロン・ラッセル (2015-18)
- マット・アンダーソン (2021-22)
- ルチアーノ・デ・セッコ (2014-20)
- アレクサンダー・ベルガー（英語版） (2016-19)
- タイス・テル・ホルスト（英語版）
- シャロン・バーノン＝エバンズ (2020-21)